# Platanias
Platanias (tiếng Hy Lạp: ?) là một khu tự quản ở vùng Kríti, Hy Lạp. Khu tự quản Platanias có diện tích 492 km², dân số theo điều tra ngày 18 tháng 3 năm 2001 là 17864 người.